# ゾフィー・フォン・シェーンブルク＝ヴァルデンブルク
ゾフィー・フォン・シェーンブルク＝ヴァルデンブルク （Sophie von Schönburg-Waldenburg, 1885年5月21日 - 1936年2月3日）は、アルバニア公ヴィルヘルムの妃。

## 生涯
シェーンブルク＝ヴァルデンブルク侯世子ヴィクトルと、その妻でザイン＝ヴィトゲンシュタイン＝ベルレブルク侯女ルツィアの間の娘として、ポツダムで誕生。早くに父親を亡くしたため、モルダヴィア地方のファンタネレにある縁者の所領で育った。 1906年11月30日、ヴァルデンブルクでヴィルヘルムと結婚、2人の子女をもうけた。
ゾフィーは幼い頃からルーマニアで育ったため、ヴィルヘルムの伯母であるルーマニア王妃エリサベタと面識があり、非常に仲が良かった。そのため、ヴィルヘルムがアルバニア公に推薦されたとき、乗り気でない彼をエリサベタと一緒になって説得したという。1914年2月に、アルバニアの使節団がノイヴィート（現在のドイツ・ラインラント＝プファルツ州の都市）のヴィルヘルムの居城を訪問。この際に即位を正式に受諾。使節団は、ヴァルデンブルクのシェーンブルク＝ヴァルデンブルク家も訪問し、ゾフィーの実家へ敬意を表した。
1914年3月、ヴィルヘルムとともにアルバニアの首都ドゥラスに到着。彼女がアルバニア公妃であった期間は非常に短く、同年の9月にドイツへ亡命した。その後二度とアルバニアへ戻ることは叶わず、モルダヴィア地方のファンタネレで1936年に没した。

## 子女
- マリー・エレオノーレ（1909年 - 1956年） - シェーンブルク＝ヴァルデンブルク侯子アルフレートと結婚
- カール・ヴィクトル（1913年 - 1973年） - アルバニア公世子